# Lepidiota impluviata
Lepidiota impluviata är en skalbaggsart som beskrevs av Blanchard 1851. Lepidiota impluviata ingår i släktet Lepidiota och familjen Melolonthidae. Inga underarter finns listade i Catalogue of Life.